# Ramagundam
Ramagundam – miasto w Indiach, w stanie Telangana. W 2011 roku liczyło 252 308 mieszkańców.